# Raión de Kalmiuske
Raión de Kalmiuske (en ucraniano: Кальміуський район, en ruso: Кальмиусский район) es un raión o distrito de Ucrania en el óblast de Donetsk. La capital es la ciudad de Kalmiuske.

## Demografía
Según estimación 2020 contaba con una población total de 122600 habitantes.

## Otros datos
El código КАТOТТG es UA14100000000010319.